# Aleksandra Król
Aleksandra Król, née le 20 novembre 1990 à Zakopane, est une snowboardeuse polonaise spécialisée dans les épreuves de slalom parallèle.

## Palmarès

### Championnats du monde
- Championnats du monde 2023 à Bakouriani (Géorgie) :
  -  Médaille de bronze en slalom géant parallèle.
- Championnats du monde 2025 à Engadine (Suisse) :
  -  Médaille de bronze en slalom géant parallèle.

### Coupe du monde
- 9 podiums 2 victoires.

#### Détails des victoires
| Épreuve / Édition | Slalom parallèle | Slalom géant parallèle |
| ----------------- | ---------------- | ---------------------- |
| 2021-2022         |                  | Simonhöhe              |
| 2024-2025         |                  | Scuol                  |